# Птерозавры Берёзовского разреза
Из среднеюрских отложений Берёзовского разреза в Красноярском крае, относящегося к итатской свите, известны фрагментарные ископаемые остатки птерозавров (Pterosauria). Они представлены многочисленными изолированными зубами и очень редкими костными фрагментами, предположительно принадлежащими неидентифицированным представителям семейства Rhamphorhynchidae (Rhamphorhynchidae indet.).
Известны по зубам и дистальному фрагменту пястной кости IV (крылового) пальца кисти. Причиной скудности материала может быть пневматизированная структура костей и их хрупкость.

## Описание
Зубная эмаль гладкая и распределённая асимметрично.
В прошлом на основе своей зубной морфологии ископаемые остатки приписывались неидентифицированным членам подотряда птеродактилей (Pterodactyloidea indet.). Тем не менее, зубы оказались очень похожими на лабиолингвально сжатые и лингвально изогнутые зубы Sericipterus wucaiwanensis из семейства Rhamphorhynchidae, описанного в 2010 году из верхней юры Синьцзян-Уйгурского автономного района, Китай. На основе этого был сделан сделан вывод, что, вероятно, птерозавры Берёзовского угольного разреза относятся именно к данному семейству.

## Палеоэкология
Во время среднеюрской эпохи на территории Берёзовского угольного разреза была расположена аллювиальная равнина, характеризовавшаяся соединёнными реками и чётко выраженными поймами. Помимо птерозавров, из разреза также известны гибодонтообразные, осетрообразные, палеонискообразные, амиеобразные, двоякодышащие, земноводные, черепахи, чешуйчатые, хористодеры, Crocodyliformes, динозавры, тритилодонтовые и множество разнообразных  Mammaliaformes, в том числе млекопитающих.
Вероятно, птерозавры Берёзовского разреза питались рыбой.